# 山東東路
山东东路，金朝设置的路。
金朝改宋朝分京东东路为山东东路。治所是益都府（今山东省青州市）。这是山东作为政区之名的开始。包括今山东省泰山以北，沾化县、商河县、禹城市、长清区以东，沂河流域以东；江苏省新沂市、淮安市以东，淮河以北。管辖益都府、济南府（今山东省济南市）、淄州（今山东省淄博市淄川区）、滨州（今山东省滨州市）、棣州（今山东省惠民县）、潍州（今山东省潍坊市）、莱州（今山东省莱州市）、登州（今山东省蓬莱市）、宁海州（今山东省烟台市牟平区）、莒州（今山东省莒县）、密州（今山东省诸城市）、沂州（今山东省临沂市）、海州（今江苏省连云港市海州区）。元朝废除。

## 长官
关于金朝的山东东路兵马都总管兼益都尹，参见益都府